# Cattedrale di San Paolo (Corinto)
La cattedrale di San Paolo (in greco Μητροπολιτικός Ναός του Αποστόλου Παύλου?) è la cattedrale ortodossa di Corinto, nella Corinzia, e sede della metropolia di Corinto.
La chiesa di San Paolo di Corinto è costruita sopra una chiesa più antica dedicata all'apostolo delle genti, realizzata dall'architetto locale Nicola Kotseroni e distrutta da un terremoto nel 1928. Inaugurata nel 1936, la chiesa ha pianta a croce con una cupola con elementi architettonici moderni. I tre altari della chiesa sono dedicati all'apostolo Paolo, il centrale, e gli altri due a Tito e Timoteo.